# Urdorf
Urdorf je mjesto u kantonu Zürichu u Švicarskoj.

## Galerija
- Schaefliwiese danas 2008.
- Urdorf po zimi 2006.
- Stari mlin Urdorf - renoviran 2008. - Pogled s istoka 2008.
- Schaefliwiese - Pogled s istoka 2008.

## Vanjske poveznice
- Službene stranice Urdorfa